# Henrik Østervold
Henrik Olsen Østervold (født 13. januar 1878 i Austevoll, død 21. august 1957 i Bergen) var en norsk sejler, som deltog i OL 1920 i Antwerpen.
Ved OL 1920 deltog Østervold i 12-meter klassen (1907 regel) i båden Atlanta, som han selv ejede og var styrmand på, og da denne båd var eneste deltager, var guldmedaljen sikker, da båden gennemførte de tre sejladser. Hans brødre Jan Østervold, Ole Østervold og Kristian Østervold udgjorde sammen med Hans Stoermann-Næss, Lauritz Christiansen, Halvor Møgster, Rasmus Birkeland og Halvor Olai Birkeland bådens øvrige besætning.
Østervold var marint uddannet og sejlede omkring ti år som styrmand og kaptajn. Han boede også nogle år i Tyskland og Storbritannien, og fra 1913 ejede han sit eget skib. Han arbejdede i shippingbranchen og ejede shippingfirmaet Neptune.